# Ligne de tramway 324
La ligne 324 est une ancienne ligne de tramway vicinal de la Société nationale des chemins de fer vicinaux (SNCV) qui reliait Chastre à Mellet et à l'origine Courcelles.

## Histoire
1900 : mise en service entre Incourt et Chaumont-Gistoux, section Incourt - Opprebais Sart-Risbart commune avec le tramway Incourt - Gembloux; traction vapeur; exploitation par la SA pour l'exploitation des chemins de fer vicinaux ; capital 78.
1903 : prolongement de Chaumont-Gistoux vers Mellery.
1904 : prolongement de Mellery vers Courcelles.
1920 : exploitation reprise par la SNCV.
29 septembre 1950 : suppression de la section Sart-Risbart - Chastre.
31 août 1953 : suppression.

## Infrastructure

### Dépôts et stations
Nom : (gare) : quand le dépôt ou la station est accolé ou proche d'une gare.
Type : D : dépôt , S : station , Sf : si la station sert de gare douanière à la frontière , Sp : si la station est établie dans un bâtiment privé le plus souvent un café ou plus rarement une habitation privée.
| Illustration | Nom            | Type | Commune   | Localisation                | État                                                    | Remarques |
| ------------ | -------------- | ---- | --------- | --------------------------- | ------------------------------------------------------- | --------- |
|              | Chastre (gare) | D    | Chastre   | 50° 36′ 22″ N, 4° 39′ 04″ E | En service TEC.                                         |           |
|              | Gosselies      | D    | Gosselies | 50° 28′ 34″ N, 4° 26′ 22″ E | En partie détruit, en service métro léger de Charleroi. |           |

### Ouvrages d’art notables
| Illustration | Type | Commune | Localisation                | État      | Remarques |
| ------------ | ---- | ------- | --------------------------- | --------- | --------- |
|              | pont | Mellet  | 50° 30′ 19″ N, 4° 28′ 10″ E | Existant. |           |

## Exploitation

### Horaires
Tableaux : 324 (1931).